# 海津警察署
海津警察署（かいづけいさつしょ）は、岐阜県警察が管轄する警察署の一つである。

## 所在地
- 岐阜県海津市海津町福岡341番地2
  - 揖斐川にほど近い愛知県道・岐阜県道8号津島南濃線沿いにある。

## 管轄区域
- 海津市

## 沿革
- 1947年（昭和22年） - 旧警察法施行により国家地方警察海津地区警察署となる。
- 1954年（昭和29年）7月1日 - 新警察法施行により岐阜県警察が発足。岐阜県高須警察署となる。
- 1955年（昭和30年）- 岐阜県海津警察署と改称される。
- 1981年（昭和56年）- 現在の庁舎が竣工。

## 組織
- 会計課 - 会計係
- 警務課 - 警務係、相談係
- 留置管理課 - 留置管理係
- 生活安全課 - 生活安全係
- 地域課 - 地域係、機動警ら係
- 刑事課 - 刑事係、鑑識係
- 交通課 - 交通係
- 警備課 - 警備係

## 交番（下記、警察官駐在所が統合予定）
（ ）の中は所在地。
- 署所在地交番（海津市海津町福岡341-2）
- 平田交番（海津市平田町今尾795）
- 南濃交番（海津市南濃町羽沢1078）

## 警察官駐在所（上記、各交番と統合予定）
（ ）の中は所在地。
- 東江警察官駐在所（海津市海津町秋江2605）
- 大江警察官駐在所（海津市海津町油島207）
- 太田警察官駐在所（海津市南濃町太田）
- 南濃北警察官駐在所（海津市南濃町志津）
- 海西警察官駐在所（海津市平田町野寺1224-2）

現在は海西、南濃北警察官駐在所の解体は不明。
太田警察官駐在所は現在、解体中。南濃交番（海津市南濃町羽沢）と統合予定。
また、南濃北警察官駐在所も南濃交番と統合
尚、東江、大江警察官駐在所の統合は未定（不明）